# 2008年香港新春花車巡遊
2008年香港新春花車巡遊是香港旅遊發展局為慶祝2008年農曆新年的來臨而所舉辦的一項節慶賀歲花車巡遊活動，於2008年2月7日在尖沙咀梳士巴利道舉行。該年度的匯演繼續由國泰航空作冠名贊助，故活動正式名稱為「國泰航空新春國際巡遊匯演之夜2008」。

## 節目資料
2008年香港新春花車巡遊是連續第13年舉行，活動將以「全城躍動慶豐年」為主題，來自11個國家及地區的12部特色花車及25支本地及海外表演團體亦到場表演，當中知識產權署及喜運佳鐘錶集團亦加入花車行列，而「波羅的海奇藝坊」、「西班牙太陽花舞蹈團」及「波里尼西亞大溪地火舞團」等，共十個表演隊伍亦首次參與巡遊。
是屆花車巡遊將著重「互動元素」及「中國特色」，其中「法國奇幻鴕鳥隊」的高蹺舞表演，演員將扮成可愛的鴕鳥並做出各樣趣怪動作，與現場觀眾打成一片，期間道具鴕鳥更會走入人群與觀眾親吻。為推廣香港的本土文化特色，旅發局亦首次邀請長洲飄色隊伍，與來自中國湛江吳川的飄色隊一同進行混合表演。而其他的本地表演隊伍亦經由評選委員會精心挑選，以表現出香港充滿活力及中國特色的一面。
為容納更多市民到場觀賞，大會將採用全新巡遊路線，巡遊行列由香港文化中心出發，沿尖東梳士巴利道前行至麼地里，再折返新世界中心，全長約兩公里。而旅遊發展局更於梳士巴利道近香港基督教青年會、九龍香格里拉大酒店附近及永安廣場對面特設三個表演區，以方便市民和旅客在最佳位置觀賞巡遊表演。
旅遊發展局主席田北俊在1月16日表示，是次巡遊改用新路線，主要是由於梳士巴利道路面較寬闊且視線較開揚，可以容納更多人圍觀，預料當晚有20萬人到場圍觀欣賞。又估計於2月7日至2月16日（年初一至年初十）期間將有63萬旅客到訪香港，較2007年同期將增加7%。
另外，旅遊發展局亦會於2008年2月8日（年初二）中午12時至下午5時、2月9日（年初三）及10日（年初四）下午2時至8時，在尖沙咀新世界中心展出是屆巡遊所用的花車，期間亦會有海外表演隊伍演出。

## 表演隊伍
是屆花車巡遊將有12部花車及25支隊伍參與表演，包括：

### 花車
| 表演團體 | 節目名稱                                          |
| 國泰航空公司 | 國泰伴你 聯繫世界（花車巡遊）                     |
| - 國泰航空公司的花車以「聯繫世界」為題，花車上除有轉動的巨型地球儀外，亦有世界各地的名勝及香港夜景照片。據了解，國泰是次精選了80名機組人員及地勤人員參加巡遊，砌成飛機圖案及代表國泰的CX字樣，而參與巡遊的員工身高須逾1.7米，男女比例則為1比10。 |                                                   |
| 香港中旅（集團）有限公司 | 侍旅八十載 快走踏神州（花車巡遊）                 |
| - 中旅集團適逢80周年紀念，花車將以生日蛋糕狀作主體，並加入了生動的奧運元素。奔騰的駿馬標誌則象徵著中國旅遊業及2008年奧運馬術比賽。 另中旅社與中國香港啦啦隊總會合作，聯袂在2008年新春香港花車巡演中獻藝。祝願香港走向更輝煌的明天。 |                                                   |
| 喜運佳鐘表集團* | 時間永恆珍貴（花車巡遊）                          |
| - 花車以香港法定古蹟尖沙咀鐘樓作為設計骨幹，車身上的名錶模型可作360 度旋轉，象徵時代巨輪生生不息的向前邁進，而該公司亦為首個參與新春花車巡遊的代表。 |                                                   |
| 海南省旅遊局 | 海南島：中國熱帶島，東方度假天堂！（花車巡遊）    |
| 香港迪士尼樂園 | 一鼠萬利過好年（花車巡遊）                        |
| - 香港迪士尼樂園所設計的花車上，展示了5尊金光閃閃米奇經典電影的造型金像，並設旋轉台讓米奇不停自轉。而金色及銀色的車身上則隱藏了米奇及米妮圖案，其中以米奇圖案和中文的「福」字相結合的利是封最具創意。另裝扮成米奇與米妮的演藝人員亦將穿上著名設計師Vivienne Tam所設計之新春裝飾，乘坐名車在花車前向圍觀的市民和遊客拜年及致以祝賀。 |                                                   |
| 香港賽馬會 | 馬會「躍馬迎奧運」花車 昂首踏進奧運年（花車巡遊） |
| - 馬會所製作的花車以「躍馬迎奧運」為題，花車以北京奧運標誌，再配以車上將有22隻仿製馬匹，並利用逾千個燈泡，通過燈光效果營造躍馬奔騰的感覺，凸顯香港「馬運之都」的美譽。而巡遊時亦會有一名演員所扮演馬匹及3匹真馬，預祝北京奧運及香港協辦馬術項目圓滿成功。 |                                                   |
| 香港旅遊發展局 | 全城躍動迎鼠年（花車巡遊）                        |
| - 香港旅遊發展局的「全城躍動迎鼠年」花車以馬術為主題，並採用紅、黃、橙等的顏色的設計，象徵香港充滿澎湃活力和動感。 - 花車特別裝上摩打，車頭的小馬會不停跨欄，福鼠則將穿上運動服裝騎在馬背並首躍起，搖頭晃腦地跟兩旁的市民拜年，並帶領香港這個璀璨都市邁進精采豐盛的一年；而站於車尾的福鼠則穿著參加「盛裝舞步」的服裝，則站於冠軍台上向群眾開心揮手，向市民和遊客揮手祝賀，再配合李莉· 仙迪芭蕾舞學校的活潑演出，並祝願香港運動員能在奧運揚威。另外，在「2008」字樣上方，則燃點著耀目火焰，更代表了香港人對來年順境的熱切盼望。 |                                                   |
| 知識產權署* | 「正版正貨承諾」計劃十週年紀念（花車巡遊）        |
| 日本江戶萬燈神輿* | 淺草神社－淺姿睦連（花車巡遊）                    |
| - 「淺草神社」於1971年在東京成立，神輿內供奉著日本神道教的神像。「神輿巡遊」是日本社慶不可或缺的節目之一，他們在當晚會表演「神輿巡遊」的儀式，將日本的傳統民俗活動帶到香港。為配合花車巡遊在晚上舉行及加入中國特色，他們特改燈籠點綴神輿，以增添光輝璀璨的效果，並取名為「萬燈神輿」。據了解，他們是在2008年1月才確定派出60人到港參與匯演，並吸納居港的日本人一起參與，令演出人數增至百人，成為表演人數最多的花車隊。而整台花車在日本製作，並於巡遊之前空運到港。 |                                                   |
| 香港海洋公園 | 海洋公園活力創意無限再生（花車巡遊）              |
| - 2008年的海洋公園賀歲花車以「活力、創意、再生」為主題，破天荒首次採用循環再用物料如鋁罐、塑膠瓶、瓶掩及鐳射光碟來製作花車上的大熊貓盈盈、樂樂、海豚和海獅。緊隨著花車的敲擊樂隊及100位中學生，亦同樣以環保物料製成的樂器合奏出與別不同、創意澎湃的賀歲之聲！加上伴隨在旁的威威獅令和小鸚雄，定能成為矚目焦點！ - 據海洋公園市場總監李玲鳳表示，為配合2008年的「綠色奧運」主題，園方特別從太古可口可樂公司以及在園內，回收了四萬件環保物料作裝飾及包裝花車，並花上三個月才完成布置。他們以黑色和白色的瓶蓋砌成大熊貓樂樂及盈盈的塑像，以配合牠黑白的顏色。而流線型的海豚，則予人有海洋的感覺，故以藍色塑膠樽製作，而海獅的肖像則紅色及黑色鋁罐製成，另花車底部則用鐳射光碟裝飾。而花車所加上「奧運五環」的裝飾，則可表現「綠色奧運」的環保理念。 - 李玲鳳指出，整個設計過程中遇上不少困難，最困難是挑選合適物料。設計師原欲以紙包飲品及紙皮製作熊貓，由於紙皮不透光又不防水，擔心雨水會影響造型而作罷。而設計亦考慮到雷射光碟的特性，營造反光效果，令花車晚上巡遊表演時特別金光閃閃。此外，屆時緊隨花車花車隊伍的專業敲擊樂隊及100名中學生所用的樂器亦會配合環保概念，利用大型的塑膠樽製作樂器，合奏出創意無限的賀年歌曲，希望慶祝新年的同時，配合綠色奧運的主題宣揚環保意識。 |                                                   |
| 麗星郵輪 | 麗星植根香港耀全球（花車巡遊）                    |
| - 麗星郵輪的花車以藍色為主調，將郵輪的特質轉化在車身上，車身兩邊用燈光勾劃出維港兩岸的地標建築。此外，頂部亦會放置船隊中最大、最豪華的「處女星號」模型，而花車的中央亦擺放了郵輪的表演舞台，兩名船員將在舞台上表演節目，讓市民和旅客感受郵輪上的精彩表演。 |                                                   |

### 國際表演隊伍
| 表演團體 | 節目名稱             |
| 波羅的海奇藝坊* | 韻律體操表演         |
| - 波羅的海奇藝坊於1990年成立，在匯演中將為香港觀眾帶來最優秀卓越的演出 ─ 「Gladiator（角鬥士）」，以韻律體操的形式，配合道具、舞蹈、芭蕾舞和花式團體操，訴說追求夢想和自由的故事。                                                                     |                      |
| 西班牙太陽花舞蹈團* | 華衣美服的舞蹈巡遊   |
| 法國奇幻鴕鳥隊* | 鴕鳥高蹺舞表演       |
| 中國海南省旅遊局 | 民俗表演             |
| 澳洲手舞足蹈活力樂隊 | 步操樂隊及吉祥物表演 |
| - 澳洲手舞足蹈活力樂隊於1989年成立，是當地最受歡迎的諧趣遊行隊伍之一。他們將在匯演中帶同袋鼠朋友和頑皮的跳舞鼠，讓觀眾感受到會「跳出來」的表演，體驗與別不同的全新巡遊風格。                                                                           |                      |
| 日本岡山市舞蹈團* | 民俗表演             |
| 韓國兒童跆拳道 | 跆拳道表演           |
| - 韓國兒童跆拳道隊於1978年成立，成員包括33名年齡由10至13歲的兒童。他們不僅具備起碼二級武術資格，而且學業成績優異。他們在在匯演中透過基本以至複雜的優美動作，配合刺激的跆拳道舞音樂，展示有力的踢腿動作、統一武術、進攻及防守技巧等表演，以饗香港觀眾。 |                      |
| 美國三藩市淘金啦啦隊及吉祥物 | 啦啦隊及吉祥物表演   |
| 波里尼西亞大溪地火舞團* | 民俗表演             |
| 泰國政府旅遊局 | 民俗表演             |
| - 泰國政府旅遊局特別為這次新春匯演呈獻泰國民俗表演，表演團曾於泰國各地的大型活動中演出，表演主要描繪泰國民風，再配合傳統音樂的伴奏，寓意吉祥及歡欣。                                                                                                   |                      |
| 美國加州大學步操樂隊 | 步操及樂隊表演       |
| - 美國加州大學步操樂隊於1925 年成立，主要由250名成員組成。他們將在匯演中為香港的新年增添多一點熱鬧氣氛，並把1984年洛杉磯奧運的精神帶到香港，預祝北京奧運圓滿成功。                                                                                     |                      |
| 中國湛江吳川飄色隊* | 飄色表演             |

### 香港表演隊伍
| 表演團體 | 節目名稱               |
| 陳紹傑舞蹈概念 | 舞蹈表演               |
| 卓嘉體育會 | 特色造型／運動表演     |
| 香港美容業總會* | 特色造型表演           |
| - 香港美容業總會的化妝巡遊隊伍，將在匯演中透過富時尚創意的面部化妝、人體彩繪，以及突出的舞台造型，為旅客及市民帶來一個難忘的春節。 |                        |
| 夏國璋龍獅團 | 傳統中國表演／綜藝表演 |
| - 該會在巡遊中將派出福字螢光旗隊、夜光龍及醒獅隊伍，寓意龍獅發威，福如東海，光耀香江。                                             |                        |
| 香港警察樂隊 | 音樂表演               |
| 香港特區鼓號樂團及步操樂團協會– 香島步操樂團及閩僑步操樂團                                                                         | 音樂表演               |
| 香島舞蹈會 | 舞蹈表演               |
| - 該會的舞蹈員將穿上精緻、動感的服飾，並在匯演中演繹Melissa Thornton 前衛的舞蹈。                                                  |                        |
| 王仁曼芭蕾舞學校 | 舞蹈表演               |
| - 校方為迎接鼠年的來臨，特別挑選逾70名優秀學生，打扮成趣致可愛的小福鼠，再配合美妙繽紛的舞蹈，與觀眾一起賀新歲。                   |                        |
| 博愛醫院陳國威小學中國舞蹈隊 | 中國舞蹈表演           |
| - 舞蹈表演以《萬馬奔騰》為題，透過蒙古族的輕騎舞步及熱情剛強的風格，展現對「奧運馬術在香港」的期待，及表達此盛事帶來的光榮及喜悅。 |                        |
| T & Y 創作坊 | 中國舞蹈表演           |
| 韻姿舞蹈工作坊 | 中國舞蹈表演           |
| 長洲惠海陸同鄉有限公司* | 飄色表演               |
| 香港中國國術龍獅總會 | 傳統中國表演／綜藝表演 |

以上的表演團體名單只作參考，最終的表演團體名單及表演次序需按大會當時的公佈為準，另有*者為首次參與匯演之隊伍。

## 觀眾席及門票預售
旅發局於香港文化中心廣場準備了2,800個座位，另於永安廣場對面的表演區附近會增設約300個座位，令更多市民近距離感受新春熱鬧氣氛。其中一千張門票已於1月前起向香港境外的旅遊團銷售，並已售罄。至於八百多張對香港居民出售的門票，自1月28日起於旅發局設於在銅鑼灣鐵路站及尖沙咀碼頭的諮詢及服務中心發售，當中在文化中心的觀眾席門票分港幣180元及300元，而梳士巴利道觀眾席的門票則售港幣240元，每人每次限購四張。
另旅發局為將農曆新年的歡樂氣氛進一步伸延至社會不同角落，局方更特別與香港小童群益會合作，首次在巡遊路線上安排特定觀賞位置並設約100個座位，以招待約30個來自全港各區的低收入家庭進場觀賞巡遊。

## 籌備工作
旅發局早於2007年年中向本地相關機構發出5000封信邀請參與，並透過海外辦事處邀請海外隊伍參加，並會優先揀選從未來港參與匯演的表演隊伍及著名隊伍來港演出。當時旅發局預計參與花車巡遊參賽的隊伍約為41隊，香港賽馬會在當時已表示會參與花車匯演並已報名。而昂坪360亦正積極考慮派出花車參與匯演。由於匯演每年吸引大批海外傳媒採訪及轉播，昂坪纜車可藉此機會向全球展開宣傳。
而旅發局亦於1月15日透露，是屆花車巡遊已落實演出的表演隊伍及花車有38隊，包括有11部花車及12支海外表演隊伍，當中更有首次到港的「法國奇幻鴕鳥隊」踩高蹺表演及「波羅的海韻律體操隊」表演絲帶舞等。據了解，花車巡遊預留給海外旅行團的逾千張入場券已被預訂一空，銷情理想。 而向香港居民公開銷售的八百張門票，亦於開售後一天內售罄。
另香港旅遊發展局於1月25日宣佈，美國運通將首度贊助花車巡遊，並成為活動的巡遊路線贊助機構。美國運通更會與旅發局合作，透過美國運通的會員網絡以推廣有關活動。而旅發局亦會向購買匯演門券的美國運通卡會員提供折扣優惠，以提高旅發局推廣活動的成本效益及增加宣傳效力。
旅發局於2008年2月1日率先向傳媒公佈其中9部花車的設計並作預展，並表示旅發局表示是次巡遊表演加入了不少互動元素以營造新鮮感及吸引觀眾注意，其中來自法國的表演隊伍「法國奇幻鴕鳥隊」，將會有鴕鳥表演高蹺舞，並會逗觀眾玩耍，與遊客打成一片」，讓觀眾帶來驚喜。另天文台曾於1月31日預計，巡遊舉行當天的天氣寒冷及多雲有雨，但旅發局表示除非天文台發出黑色暴雨警告，否則巡遊匯演亦會如期舉行，但旅發局會密切注意天氣情況。
香港警務處在2月5日估計，煙花匯演舉行當晚將約有6萬人到巡遊路線兩旁欣賞。為此，香港政府多個政府部門在煙花匯演進行前，採取了多項陸上及海上交通等管制措施，以應付前往觀看煙花的人潮。
警方將於花車巡遊舉行當天下午四時起，陸續封閉尖沙咀麼地道及海防道以南的街道，並改作行人專用區。而當花車巡遊結束後，警方會將隨時行人專用區擴大至金巴利道、及中港城以南的地區，以疏導離開的人潮。在封路及交通管制措施實行期間，所有設於受影響範圍的路旁泊車位將被取消，而在封路範圍內的停車場通道及酒店行車通道將於封路期間不准車輛進出。  而所有位於受封路影響範圍之巴士車站及專線小巴站將會暫停使用，有關的車站將暫時設於佐敦匯翔道巴士總站，廣東道中港碼頭外及加連威老道香港科學館對出。 

## 媒體播放及宣傳
一如以往，旅發局亦會邀請多個客源市場的傳媒，專程來港採訪今次巡遊匯演及其他新春活動，推廣香港農曆新年的熱鬧氣氛及慶祝情況；而香港無線電視翡翠台及高清翡翠台亦會於花車巡遊舉行當晚作現場直播，並以高清製作及播出。香港旅遊發展局的官方網站亦會同步直播匯演實況。
另外，旅發局亦於2007年中與歐美及中國內地的旅遊業界及旅遊網站合作，推出包括「新春國際匯演之夜」的門票及參觀香港其他景點的新春旅遊行程。本地業界亦推出針對自助遊旅客，以巡遊匯演為主題的旅遊團。

## 爭議
- 冠名贊助權

對於審計署於2007年11月發表報告，指旅發局長期任由國泰航空壟斷花車巡遊的冠名贊助權，有礙吸納更多贊助經費。田北俊表示，由於花車巡遊已於2007年年中開始籌備，故末能考慮審計署報告的建議。另因旅發局與國泰10年來一直合作順利，而國泰的贊助額亦為各機構之冠，故適合由該公司冠名贊助。至於2009年匯演的安排，田北俊表示會於2008年中向理事會反映審計署及立法會政府帳目委員會意見，考慮採用公開招標等形式，在市場上選取冠名贊助機構，但田北俊亦表明，局方不願單純以高價者得的拍賣方式招標冠名贊助商，還要視乎贊助商的品牌質量，以及贊助機構提議的巡遊內容及質素。而是次花車巡遊的總經費為2,100萬港元，其中贊助商資助約600萬元，另有約30萬元門票收入，與2007年的2,140萬元相若。旅發局發言人又指，由2007年所公佈的費用未加入宣傳費引起誤會，故今年為增加透明度而將宣傳費用一併公佈。
- 觀眾席收費的問題

旅發局鑑於觀眾席座位前後有別，特別把門票劃分為港幣180元、240元及300元3種，有別過往150港元的劃一收費，其升幅由20%至一倍不等。旅發局發言人解釋，今年的製作成本上升，需要以增加門票價格來幫補，但立法會議員陳偉業指出直斥旅發局製造社會階級觀念，嚴重破壞市民觀賞花車巡遊氣氛，若當局不收回此做法，會帶來壞先例。 另一名議員李華明則對旅發局的收費安排表示無奈，並對局方對經費來源的解釋不合理，認為旅發局應儘快落實公開招標花車巡遊贊助商，並要求贊助商拿出更多的贊助費用，以減輕負擔。